# Гінтовт Вітольд Михайлович
Вітольд Михайлович Гінтовт (нар. 7 березня 1922 — 29 вересня 1987) — Герой Радянського Союзу (1944), у роки німецько-радянської війни відзначився як танкіст-ас.

## Біографія
Народився 7 березня 1922 року у селі Слобощина (нині Мінський район Мінської області Білорусі). Білорус. Закінчив 7 класів. Працював комбайнером і трактористом.
У РСЧА з червня 1941 року. У діючій армії з грудня того ж року.
9 січня механік-водій танку Т-34 1-го танкового батальйону 45-ї гвардійської танкової бригади (11-й гвардійський танковий корпус, 1-ша танкова армія, 1-й Український фронт) гвардії старшина В.Гінтовт ведучи у складі роти бій з переважаючими силами увірвався на залізно-дорожню магістраль Вінниця-Жмеринка, перерізав дорогу і утримував її 4 доби.
За час боїв з 24 грудня 1943 року по 16 січня 1944 року в районах Ходорків, Яроповичі, Пиковець, Флоріанівка, Янків (з 1946 р. Іванівка), Гнівань, старшина Гінтовт у складі екіпажу знищив 3 танки Panzer VI Tiger, 12 танків PzKpfw IV, 18 різних гармат, 40 автомашин, 17 кулеметів і близько 150 гітлерівців.
В кінці 1945 року демобілізувався. В 1949 році закінчив Мінський автомобільний технікум. Жив у Мінську, працював прорабом в управлінні механізації № 70 тресту № 15 комбінату Міністерства промислового будівництва БРСР.

## Звання та нагороди
24 квітня 1944 року В. М. Гінтовту присвоєно звання Героя Радянського Союзу.
Також нагороджений:
- орденом Леніна
- орденом Жовтневої Революції
- 2-ма орденами Вітчизняної війни 1 ступеня
- орденом Червоної Зірки
- Орден Слави 3 ступеня
- медалями